# Dante Desarthe
 (mai 2017).
Dante Desarthe est un réalisateur, producteur et acteur français, né le 27 janvier 1965.

## Biographie
Au sein de la société Les Films du Bois Sacré, Dante Desarthe a produit et coproduit, écrit ou réalisé une vingtaine de courts et longs métrages.
En 1995, il sort son premier long métrage, Fast, avec Frédéric Gélard, Karin Viard et Jean-François Stévenin. Il réalise un second film, Cours toujours, avec Clément Sibony, Rona Hartner et Emmanuelle Devos, qui sort au début de l'an 2000. En 2006 puis 2012, il enchaîne avec Je me fais rare et Je fais feu de tout bois, pour lesquels il invente le personnage de Daniel Danite, cinéaste maudit et fier de l'être, qu'il interprète lui-même. Dans le dossier de presse, Dante Desarthe déclare son intention de faire un troisième et dernier film avec ce personnage, intitulé Je ne réponds plus de rien.
En 2014, il est récompensé par le prix du meilleur réalisateur pour le téléfilm Le Système de Ponzi au festival du film de télévision de Luchon, adapté de la pièce éponyme de David Lescot.
En 2016, son téléfilm Le Passe-muraille, adaptation contemporaine de la nouvelle éponyme de Marcel Aymé, est couronné de deux prix au festival du film de télévision de Luchon et obtient également le prix du meilleur film de télévision 2016, décerné par le Syndicat français de la critique de cinéma et des films de télévision. Denis Podalydes y joue le rôle titre.
A partir de 2023, il s'essaie au documentaire. Ce sera Joseph Losey l'outsider, présenté au festival Lumière de Lyon, puis en 2025, Buster Keaton, l'art de la chute, présenté au festival Il cinema ritrovato de Bologne, en Italie.

### Famille
Il est le fils de l'acteur Gérard Desarthe et le mari de l'écrivaine Agnès Desarthe.

## Filmographie

### Réalisateur
- 1987 : Eden 2 (court métrage)
- 1988 : L'Après-midi d'un golem (court métrage)
- 1990 : La Mort d'une vache (court métrage)
- 1995 : Fast
- 1996 : Opération Talents 1996 (5 courts métrages pour l'ADAMI)
- 2000 : Cours toujours
- 2006 : Je me fais rare
- 2012 : Je fais feu de tout bois
- 2014 : Le Système de Ponzi (téléfilm)
- 2016 : Le Passe-muraille (téléfilm)[3]
- 2023 : Joseph Losey l'outsider (documentaire)
- 2025 : Buster Keaton, l'art de la chute (documentaire)

### Acteur
- 2006 : Je me fais rare : Daniel Danite
- 2012 : Je fais feu de tout bois : Daniel Danite
- 2014 : Le Système de Ponzi : Père Cortese junior
- 2016 : Le Passe-Muraille : journaliste de la chaine Info

### Producteur ou coproducteur
- 1987 : Eden 2 de Dante Desarthe
- 1988 : Le Fardeau de Guillaume Bréaud
- 1988 : L'Après-midi d'un golem de Dante Desarthe
- 1990 : La Mort d'une vache de Dante Desarthe
- 1992 : Lady Bag de Thomas Vincent
- 1992 : Le Vol du frère de Guillaume Bréaud
- 1994 : Les Mickeys de Thomas Vincent
- 1995 : Fast de Dante Desarthe
- 1997 : Où tu vas ? de Frédéric Gélard
- 1999 : Acide animé de Guillaume Bréaud
- 1999 : Karnaval de Thomas Vincent
- 1999 : Ma vie active de Frédéric Gélard 2000 : Cours toujours de Dante Desarthe
- 2006 : Je me fais rare de Dante Desarthe
- 2008 : Yellow Bird de Rodolphe Pauly
- 2009 : Bradigane de Rodolphe Pauly
- 2010 : Le Tocard de la fac de Rodolphe Pauly
- 2012 : Je fais feu de tout bois de Dante Desarthe
- 2014 : Free Party de Frédéric Gélard
- 2014 : Le Système de Ponzi de Dante Desarthe
- 2016 : Le Passe-Muraille de Dante Desarthe
- 2025 : Buster Keaton, l'art de la chute de Dante Desarthe

## Distinctions
- 2017 : Prix du meilleur film de télévision 2016 par le Syndicat français de la critique[7] pour Le Passe-Muraille
- 2016 : Denis Podalydes, meilleur acteur au  festival du film de télévision de Luchon[2]  pour Le Passe-Muraille
- 2016 : Prix de la meilleure image au festival du film de télévision de Luchon[2]  pour Le Passe-Muraille
- 2014 : Prix du meilleur réalisateur au festival du film de télévision de Luchon[2] pour Le Système de Ponzi
- 2000 : Ouverture du SFJFF (San Francisco) pour le film Cours Toujours
- 1995 : Grand prix du festival de la SRF de Paris, rencontre des premiers films, pour le film Fast
- 1992 : Prix spécial de la fondation Hachette pour le projet de long métrage Fast
- 1991 : Mention spéciale du jury pour le court métrage La Mort d'une vache, au festival du film court de Clermont-Ferrand
- 1990 : Prix Canal Plus et prix spécial du jury pour La Mort d'une vache au festival du film court de Villeurbanne